# Communications in Number Theory and Physics
Communications in Number Theory and Physics is een internationaal, aan collegiale toetsing onderworpen wetenschappelijk tijdschrift op het gebied van de wiskunde en de mathematische fysica. De naam wordt in literatuurverwijzingen meestal afgekort tot Comm. Number Theor. Phys. Het wordt uitgegeven door International Press en verschijnt 4 keer per jaar. Het eerste nummer verscheen in 2007.